# 小垭乡
小垭乡，是中华人民共和国四川省绵阳市梓潼县曾经下辖的一个乡。2019年12月，撤销小垭乡，将其所属行政区域划归许州镇管辖。

## 行政区划
小垭乡撤销前下辖以下地区：
街坊村、飞凤村、元山村、泉胜村、杨武村、小垭村、金城村和永红村。